# Salésiennes des Sacrés-Cœurs
Les salésiennes des Sacrés-Cœurs (en latin : Salesianae Sacrorum Cordium) forment une congrégation religieuse féminine enseignante et hospitalière de droit pontifical.

## Historique
La congrégation est fondée par le père Philippe Smaldone (1848-1923). En 1876, il entre dans une congrégation napolitaine pour l'éducation et l'enseignement du catéchisme aux sourds, fondée par Louis Aiello en 1853 et dédiée à saint François de Sales ; Smaldone est ensuite envoyé à l'école de Molfetta, dépendant de la congrégation napolitaine ; en 1885 il ouvre un institut pour sourds à Lecce.
Pour la gestion de l'école, le prêtre décide de créer une nouvelle congrégation de sœurs. Le 25 mars 1885, il remet l'habit religieux aux trois premières sœurs qui prennent le nom de salésiennes des Sacrés Cœurs. Le 27 janvier 1895, Mgr Salvatore Luigi Zola, évêque de Lecce, promulgue le décret d'érection de l'institut et l'approbation de ses constitutionset le 29 janvier suivant, en la fête de saint François de Sales, il reçoit la première profession des religieuses.
Le 18 décembre 1912, l'institut est agrégé à l'ordre des frères mineurs, il obtient le décret de louange le 30 novembre 1915 et ses constitutions sont définitivement approuvées par le Saint-Siège le 21 juin 1925.

## Activités et diffusion
Les sœurs salésiennes des Sacrés-Cœurs se consacrent à l'éducation en particulier des sourds et autres personnes handicapées.
Elles sont présentes en:
- Europe : Italie, Pologne.
- Amérique : Brésil, Paraguay.
- Afrique : Bénin, Rwanda, Tanzanie.
- Asie : Indonésie, Philippines.

La maison généralice est à Rome.
En 2017, la congrégation comptait 346 sœurs dans 42 maisons.